# Tony Awards 2005
Die Verleihung der 59. Tony Awards 2005 (59th Annual Tony Awards) fand am 5. Juni 2005 in der Radio City Music Hall in New York City statt. Moderator der Veranstaltung war Hugh Jackman, als Laudatoren fungierten Alan Alda, Joan Allen, Christina Applegate, Angela Bassett, Matthew Broderick, Kate Burton, Mario Cantone, Don Cheadle, Marcia Cross, Jon Cryer, Sally Field, Harvey Fierstein, Laurence Fishburne, Jeff Goldblum, Anne Hathaway, Ethan Hawke, Dennis Haysbert, Allison Janney, James Earl Jones, Nathan Lane, Laura Linney, Idina Menzel, Esai Morales, Megan Mullally, Sandra Oh, Bernadette Peters, David Hyde Pierce, Chita Rivera, Doris Roberts, Emmy Rossum, Keri Russell, Tony Shalhoub, Liev Schreiber, Harry Smith, Julia Stiles, Kathleen Turner und Leslie Uggams. Ausgezeichnet wurden Theaterstücke und Musicals der Saison 2004/05, die am Broadway ihre Erstaufführung hatten. Die Preisverleihung wurde von Columbia Broadcasting System im Fernsehen übertragen. In den Kategorien Bestes Bühnenbild, Beste Kostüme und Bestes Lichtdesign wurden in diesem Jahr erstmals getrennte Preise für Theaterstücke und Musicals vergeben.

## Hintergrund
Die Antoinette Perry Awards for Excellence in Theatre, oder besser bekannt als Tony Awards, werden seit 1947 jährlich in zahlreichen Kategorien für herausragende Leistungen bei Broadway-Produktionen und -Aufführungen der letzten Theatersaison vergeben. Zusätzlich werden verschiedene Sonderpreise, z. B. der Regional Theatre Tony Award, verliehen. Benannt ist die Auszeichnung nach Antoinette Perry. Sie war 1940 Mitbegründerin des wiederbelebten und überarbeiteten American Theatre Wing (ATW). Die Preise wurden nach ihrem Tod im Jahr 1946 vom ATW zu ihrem Gedenken gestiftet und werden bei einer jährlichen Zeremonie in New York City überreicht.

## Gewinner und Nominierte

### Theaterstücke
| Kategorie                            | Preisträger          | Theaterstück                               | Nominierungen |
| Bestes Theaterstück                  | John Patrick Shanley | Doubt                                      | - Democracy – Michael Frayn - Gem of the Ocean – August Wilson - The Pillowman – Martin McDonagh |
| Beste Wiederaufnahme Theaterstück    | David Mamet          | Glengarry Glen Ross                        | - On Golden Pond - Twelve Angry Men - Who’s Afraid of Virginia Woolf? |
| Bester Hauptdarsteller Theaterstück  | Bill Irwin           | Who’s Afraid of Virginia Woolf? als George | - Billy Crudup in The Pillowman als Katurian - Brían F. O’Byrne in Doubt als Father Flynn - James Earl Jones in On Golden Pond als Norman Thayer, Jr. - Philip Bosco in Twelve Angry Men als Juror #3        |
| Beste Hauptdarstellerin Theaterstück | Cherry Jones         | Doubt als Sister Aloysius Beauvier         | - Phylicia Rashad in Gem of the Ocean als Aunt Ester - Mary-Louise Parker in Reckless als Rachel - Laura Linney in Sight Unseen als Patricia - Kathleen Turner in Who’s Afraid of Virginia Woolf? als Martha |
| Bester Nebendarsteller Theaterstück  | Liev Schreiber       | Glengarry Glen Ross als Richard Roma       | - Alan Alda in Glengarry Glen Ross als Levine - Gordon Clapp in Glengarry Glen Ross als Moss - Michael Stuhlbarg in The Pillowman als Michal - David Harbour in Who’s Afraid of Virginia Woolf? als Nick     |
| Beste Nebendarstellerin Theaterstück | Adriane Lenox        | Doubt als Mrs. Muller                      | - Heather Goldenhersh in Doubt als Sister James - Dana Ivey in The Rivals als Mrs. Malaprop - Amy Ryan in A Streetcar Named Desire als Stella - Mireille Enos in Who’s Afraid of Virginia Woolf? als Honey   |
| Bestes Bühnenbild Theaterstück       | Scott Pask           | The Pillowman                              | - John Lee Beatty – Doubt - David Gallo – Gem of the Ocean - Santo Loquasto – Glengarry Glen Ross |
| Beste Kostüme Theaterstück           | Jess Goldstein       | The Rivals                                 | - Constanza Romero – Gem of the Ocean - William Ivey Long – A Streetcar Named Desire - Jane Greenwood – Who’s Afraid of Virginia Woolf?                                                                      |
| Bestes Lichtdesign Theaterstück      | Brian MacDevitt      | The Pillowman                              | - Pat Collins – Doubt - Donald Holder – Gem of the Ocean - Donald Holder – A Streetcar Named Desire |
| Beste Theaterregie                   | Doug Hughes          | Doubt                                      | - Joe Mantello – Glengarry Glen Ross - John Crowley – The Pillowman - Scott Ellis – Twelve Angry Men |

### Musicals
| Kategorie                       | Preisträger                                                                       | Musical                                                       | Nominierungen |
| Bestes Musical                  | John Du Prez, Eric Idle und Neil Innes (Musik) und Eric Idle (Liedtexte und Buch) | Monty Python’s Spamalot                                       | - Dirty Rotten Scoundrels - The Light in the Piazza - The 25th Annual Putnam County Spelling Bee |
| Beste Wiederaufnahme Musical    | Jerry Herman (Musik und Liedtexte) und Harvey Fierstein (Buch)                    | La Cage aux Folles                                            | - Pacific Overtures - Sweet Charity |
| Bester Hauptdarsteller Musical  | Norbert Leo Butz                                                                  | Dirty Rotten Scoundrels als Freddy Benson                     | - John Lithgow in Dirty Rotten Scoundrels als Lawrence Jameson - Gary Beach in La Cage aux Folles als Albin - Hank Azaria in Monty Python’s Spamalot als Sir Lancelot, French Taunter und andere - Tim Curry in Monty Python’s Spamalot als King Arthur                           |
| Beste Hauptdarstellerin Musical | Victoria Clark                                                                    | The Light in the Piazza als Margaret Johnson                  | - Erin Dilly in Chitty Chitty Bang Bang als Truly Scrumptious - Sherie Rene Scott in Dirty Rotten Scoundrels als Christine Colgate - Sutton Foster in Little Women als Josephine ’Jo’ March - Christina Applegate in Sweet Charity als Charity Hope Valentine                     |
| Bester Nebendarsteller Musical  | Dan Fogler                                                                        | The 25th Annual Putnam County Spelling Bee als William Barfée | - Marc Kudisch in Chitty Chitty Bang Bang als Baron Bomburst - Matthew Morrison in The Light in the Piazza als Fabrizio Nacarelli - Michael McGrath in Monty Python’s Spamalot als Patsy - Christopher Sieber in Monty Python’s Spamalot als Sir Galahad                          |
| Beste Nebendarstellerin Musical | Sara Ramirez                                                                      | Monty Python’s Spamalot als Lady of the Lake                  | - Jan Maxwell in Chitty Chitty Bang Bang als Baroness Bomburst - Joanna Gleason in Dirty Rotten Scoundrels als Muriel Eubanks - Kelli O’Hara in The Light in the Piazza als Clara Johnson - Celia Keenan-Bolger in The 25th Annual Putnam County Spelling Bee als Olive Ostrovsky |
| Bestes Musicallibretto          | Rachel Sheinkin                                                                   | The 25th Annual Putnam County Spelling Bee                    | - Jeffrey Lane – Dirty Rotten Scoundrels - Craig Lucas – The Light in the Piazza - Eric Idle – Monty Python’s Spamalot |
| Beste Originalmusik             | Adam Guettel (Musik und Liedtexte)                                                | The Light in the Piazza                                       | - Dirty Rotten Scoundrels – David Yazbek (Musik und Liedtexte) - Monty Python’s Spamalot – John Du Prez und Eric Idle (Musik) und Idle (Liedtexte) - The 25th Annual Putnam County Spelling Bee – William Finn (Musik und Liedtexte)                                              |
| Bestes Bühnenbild Musical       | Michael Yeargan                                                                   | The Light in the Piazza                                       | - Anthony Ward – Chitty Chitty Bang Bang - Tim Hatley – Monty Python’s Spamalot - Rumi Matsui – Pacific Overtures |
| Beste Kostüme Musical           | Catherine Zuber                                                                   | The Light in the Piazza                                       | - William Ivey Long – La Cage aux Folles - Tim Hatley – Monty Python’s Spamalot - Junko Koshino – Pacific Overtures |
| Bestes Lichtdesign Musical      | Christopher Akerlind                                                              | The Light in the Piazza                                       | - Mark Henderson – Chitty Chitty Bang Bang - Kenneth Posner – Dirty Rotten Scoundrels - Hugh Vanstone – Monty Python’s Spamalot |
| Beste Musicalregie              | Mike Nichols                                                                      | Monty Python’s Spamalot                                       | - Jack O’Brien – Dirty Rotten Scoundrels - Bartlett Sher – The Light in the Piazza - James Lapine – The 25th Annual Putnam County Spelling Bee |

### Theaterstücke oder Musicals
| Kategorie            | Preisträger                                   | Theaterstück bzw. Musical | Nominierungen |
| Beste Choreographie  | Jerry Mitchell                                | La Cage aux Folles        | - Jerry Mitchell – Dirty Rotten Scoundrels - Casey Nicholaw – Monty Python’s Spamalot - Wayne Cilento – Sweet Charity      |
| Beste Orchestrierung | Ted Sperling, Adam Guettel und Bruce Coughlin | The Light in the Piazza   | - Harold Wheeler – Dirty Rotten Scoundrels - Larry Hochman – Monty Python’s Spamalot - Jonathan Tunick – Pacific Overtures |
| Bestes Theaterevent  | Billy Crystal                                 | 700 Sundays               | - Dame Edna: Back with a Vengeance - Mario Cantone: Laugh Whore - Whoopi: The 20th Anniversary Show                        |

### Sonderpreise (ohne Wettbewerb)
| Kategorie                             | Preisträger                                      | Grund der Preisverleihung           |
| Regional Theatre Award                | Theatre de la Jeune Lune, Minneapolis, Minnesota |                                     |
| Special Tony Award                    | Edward Albee                                     | Lifetime Achievement in the Theatre |
| Tony Honors for Excellence in Theatre | Peter Neufeld                                    |                                     |
| Tony Honors for Excellence in Theatre | Theatre Communications Group                     |                                     |

## Statistik

### Mehrfache Nominierungen
- 14 Nominierungen: Monty Python’s Spamalot
- 11 Nominierungen: Dirty Rotten Scoundrels und The Light in the Piazza
- 8 Nominierungen: Doubt
- 6 Nominierungen: Glengarry Glen Ross, The Pillowman, The 25th Annual Putnam County Spelling Bee und Who’s Afraid of Virginia Woolf?
- 5 Nominierungen: Chitty Chitty Bang Bang und Gem of the Ocean
- 4 Nominierungen: La Cage aux Folles und Pacific Overtures
- 3 Nominierungen: A Streetcar Named Desire, Sweet Charity und Twelve Angry Men
- 2 Nominierungen: On Golden Pond und The Rivals

### Mehrfache Gewinne
- 6 Gewinne: The Light in the Piazza
- 4 Gewinne: Doubt
- 3 Gewinne: Monty Python’s Spamalot
- 2 Gewinne: Glengarry Glen Ross, La Cage aux Folles, The Pillowman und The 25th Annual Putnam County Spelling Bee